# 变速圆周运动

质点做变速圆周运动时，它的切向速度和角速度都在变化

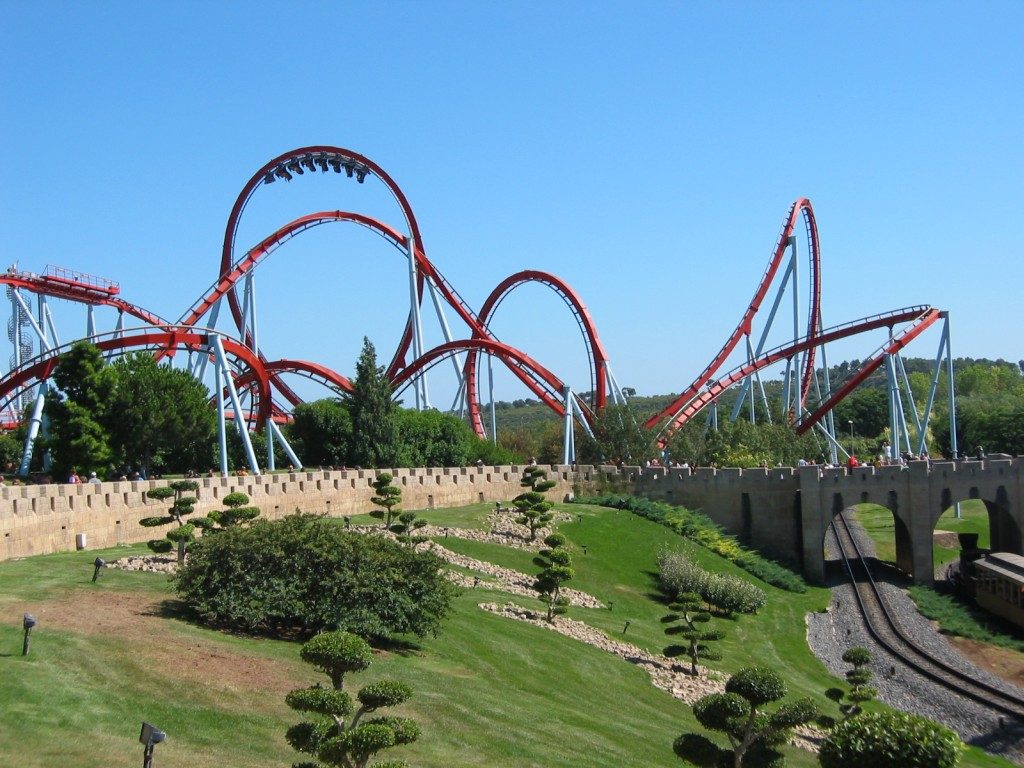
过山车旋转一周的过程就是变速圆周运动

圓周運動，藍色的是向心加速度

变速圆周运动（英語：Non-uniform circular motion）是圆周运动的一种，指的是物体移动的角速度随着时间变化而变化的圆周运动。一个正在做变速圆周运动的物体，其各个位置向心加速度之和不等于零，切向加速度也不为零。
如果一个物体正在做变速圆周运动，则说明有外力正在改变圆周运动的性质，这个力可以是重力、正向力或摩擦力。生活中大部分的圆周（离心）运动，都存在切向的加速度，即为变速圆周运动。
在变速圆周运动的过程中，正向力{\displaystyle F_{N}}和重力{\displaystyle G}不在同一条直线上。过山车旋转一周的过程就是变速圆周运动，在底部速度最快，顶端速度最慢。重力是这个过程中阻碍过山车做匀速圆周运动的主要因素。

## 受力分析
物体在做匀速圆周运动时，其所受的合力（向心力）永远指向圆心。但是在变速圆周运动的过程中，物体所受合力指向圆心的分量{\displaystyle F_{R}}产生向心加速度{\displaystyle a_{R}}，使物体保持圆周移动。其相切分量{\displaystyle F_{\theta }\,}则改变线速度的大小，因而产生一个圆周的切线加速度分量{\displaystyle a_{\theta }\,}，其大小为：
{\displaystyle a_{tan}={\frac {dv}{dt}}}
而向心加速度是由速度方向的变化所产生的，其大小和物体做匀速圆周运动时相同，均为：
{\displaystyle a_{R}={\frac {v^{2}}{r}}}
此时物体总加速度的向量{\displaystyle a}等于这两个分量的矢量和：
{\displaystyle \mathbf {a} =\mathbf {a_{tan}} +\mathbf {a_{R}} .}

## 竖直平面内的变速圆周运动

### 绳球模型
没有其他物体支持的物体在竖直平面内做圆周运动时（例如一个物体绑在绳子上做圆周运动），其能够完成一个圆周运动的临界条件为在物体通过圆周最顶端的时候，其受到的重力{\displaystyle G}刚好充当了圆周运动的向心力{\displaystyle F_{R}}，即{\displaystyle G=mg=mv^{2}/r=F_{R}}，由此可以得到物体通过最高点的最小的速度为：
{\displaystyle v_{min}={\sqrt {gr}}}
其中:
{\displaystyle g}为重力加速度，
{\displaystyle r}为圆周运动的半径。
假设物体通过圆周最顶端的速度为{\displaystyle v_{top}}，当{\displaystyle v_{top}>v_{min}}时，物体能够完成圆周运动。当{\displaystyle v_{top}<v_{min}}时，物体在达到顶端之前就开始做斜抛运动。

### 杆球模型
有其他物体支持的物体在竖直平面内做圆周运动时（例如一个物体绑在轻杆上做圆周运动），由于有其他物体（轻杆）支撑，物体在顶端的最小速度为零，即{\displaystyle v_{top}=0}。此时物体收到的力分别为重力{\displaystyle G}和（轻杆的）支持力{\displaystyle F_{N}=mg}。